# Церква Св. Думітру (Оргіїв)
Церква Св. Думітру ( рум. Biserica Sf. Dumitru  ) — церква  в Оргіїві, Молдова . 
Церква була заснована у 1637 році Василем Лупулом, господарем Молдови у 1634-1653 роках. Про це свідчить невелика табличка з гербом Молдови в центрі яка встановлена над входом до церкви.

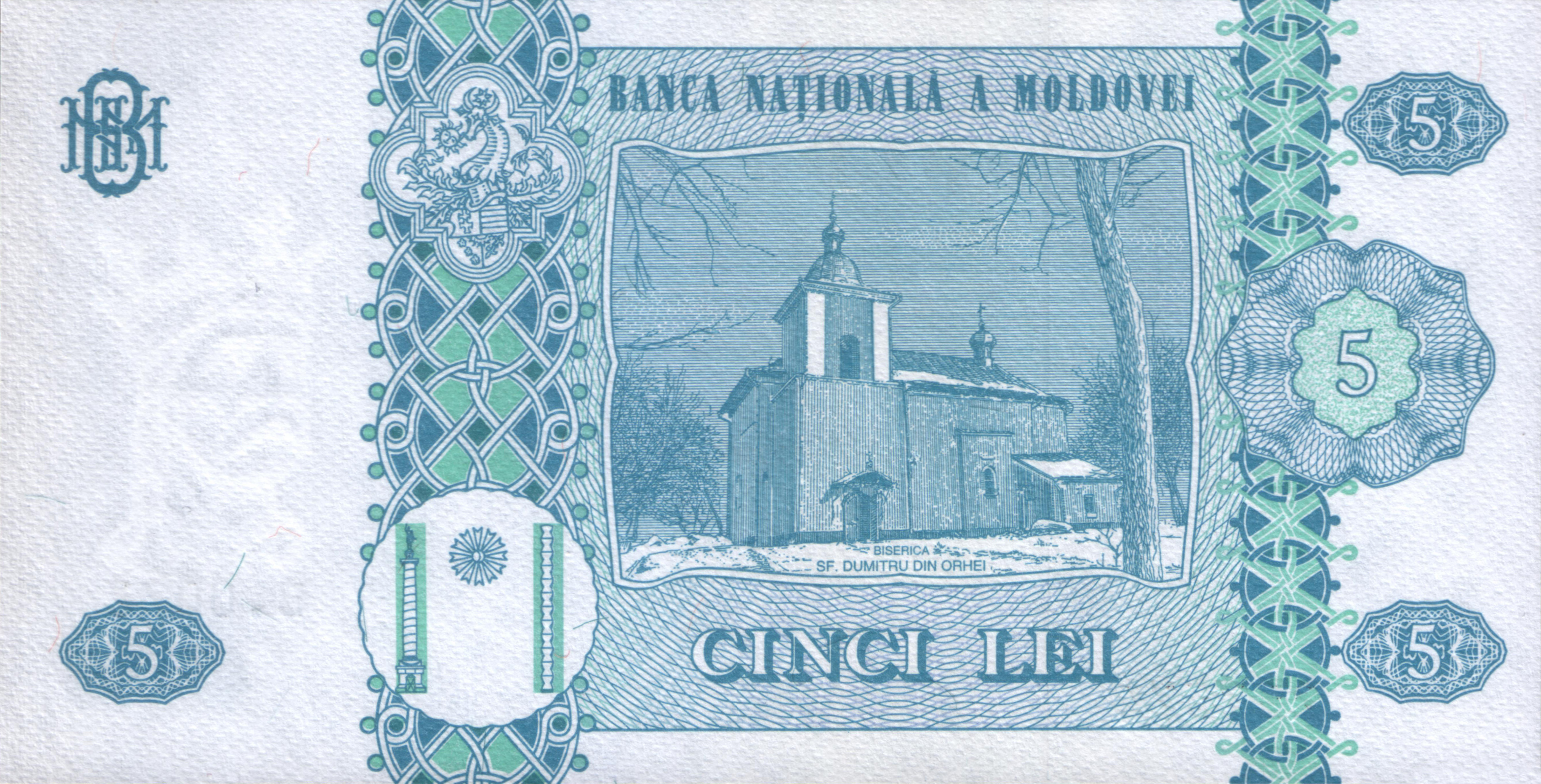
Зображення церкви на реверсі банкноти номіналом 5 молдовських леїв.